# Reingeniería de procesos
La reingeniería es establecer secuencias en interacciones nuevas en procesos administrativos y regulatorios. Es un análisis y rediseño radical de la economía y de la concepción de los negocios para lograr mejoras significativas en medidas como en costos, calidad, servicio y rapidez. Su objetivo es incrementar la capacidad de gestión. Es un modo planificado de establecer secuencias e interacciones con el objetivo de aumentar la  eficiencia, la eficacia, la productividad y la efectividad.
Se trata de una reconfiguración profunda del proceso que se trate e implica una visión integral de la organización en la cual se desarrolla. Preguntas como: «¿Por qué hacemos lo que hacemos?» y «¿Por qué lo hacemos como lo hacemos?», llevan a interpelarse sobre los fundamentos de los procesos de trabajo. La reingeniería de procesos es radical de cierta manera, ya que busca llegar a la raíz de las cosas, no se trata solamente de mejorar los procesos, sino y principalmente, busca reinventarlos con el fin de crear ventajas competitivas e innovar en las maneras de hacer las cosas. Una confusión usual es equiparar la reingeniería de procesos al rediseño o diseño organizacional, no hay que confundir, son los procesos y no las organizaciones los sujetos a reingeniería.

## Aspectos positivos o ventajas de la metodología
La implementación paulatina de un enfoque basado en procesos permite a una organización:
1. Establecer indicadores de gestión para los procesos básicos de la organización e indicadores de resultados (calidad del producto y satisfacción del ciudadano o cliente).
2. Simplificar y estandarizar los flujos de operación.
3. Controlar las interfaces entre procesos o entre operaciones de un mismo proceso, eliminando «agujeros negros».
4. Eliminar actividades sin valor agregado.
5. Mejorar los flujos de información.
6. Reducir tiempos de operación.
7. Mantener los procesos focalizados en el ciudadano-cliente.
8. Mejorar la calidad del servicio.
9. Normalizar las mediciones de desempeño organizacionales e individuales.
10. Definir de manera clara los insumos y productos de cada operación.
11. Identificar al «dueño» o responsable de cada proceso o subproceso.
12. Identificar oportunidades concretas de mejoras en forma continua.
13. Definir una nueva estructura orgánico-funcional alineada a la visión estratégica.
14. Definir una estructura para la plataforma tecnológica ajustada a los procesos.

### Conceptos clave
- Insumos
- Producto

## Herramientas de diagnóstico y evaluación de procesos
Para realizar en forma adecuada el diagnóstico y la evaluación de los procesos es necesario utilizar las herramientas y técnicas específicas que existen para ese cometido.
Herramientas usuales recomendadas:
- Brainstorming
- Diagrama de afinidades
- Diagrama de interrelaciones
- Dinámica de sistemas
- Matriz de actividades con problemas
- Diagrama de causa y efecto
- Gráfico de control
- Diagrama de Pareto
- Histograma
- Benchmarking

En una primera etapa del diagnóstico es aconsejable utilizar el brainstorming (o tormenta de ideas), el diagrama de procesos (o flujograma), el diagrama de afinidades, de interrelaciones, de causa y efecto y la matriz de actividades (o áreas) con problemas; dado facilitan organizar ideas y conceptos, comunicar y consensuar acerca de lo que sucede y de lo que debería realizarse.

### Brainstorming(tormenta de ideas)
Es una técnica que puede aplicarse tanto para identificar, comprender y dimensionar problemas, como para determinar sus causas o las soluciones a los mismos.
Contempla dos etapas, la primera es el desarrollo de ideas y la segunda es el mejoramiento de las mismas, utilizando reglas como: eliminar las ideas dominantes, no realizar críticas, darle la bienvenida a toda idea, incorporar una idea por vez, pero generando muchas. La idea principal es potenciar el pensamiento divergente. Es importante que el grupo de trabajo conformado, incluya al responsable principal del proceso en cuestión y al personal de las distintas áreas funcionales que intervienen en su desarrollo.

Diagrama de afinidades

### Diagrama de afinidades
Es una representación gráfica y visual de la realidad, cuya meta es organizar mejor la información y encontrar afinidades en las ideas expuestas.
Forma de aplicación:
- Agrupar ideas, hechos comentarios, opiniones o problemas surgidos del brainstorming.
- Detectar afinidades según sector, problema, producto que los origina, puede ser una guía.
- Esta información luego es contenida en conjuntos con nombres específicos, ej.: conjunto «x».
- Aquellos elementos que no encuentren afinidad con otros se sitúan en el conjunto «mixto» para un análisis posterior.

Diagrama de interrelaciones

### Diagrama de interrelaciones
Es utilizado para comprender problemas que tienen un vínculo de causa-efecto. El objetivo de esta herramienta es encontrar la raíz tanto de uno, como de más problemas. El aspecto que recibe un mayor número de flechas (efecto clave), necesita ser rápidamente atacado porque puede ser un cuello de botella. 

Matriz de actividades con problemas. (X) indica la existencia de problemas.

### Matriz de actividades con problemas
Se utiliza como medio para focalizar el análisis de los problemas que el equipo de trabajo haya logrado establecer. Permite además, enfocar el mejoramiento de áreas específicas del proceso con valor agregado. Es un instrumento adecuado para ser utilizado una vez obtenidos los resultados del brainstorming, el diagrama de procesos y otras herramientas y técnicas (entrevistas, encuestas, etc.).  Una recomendación es que sea lo más simple posible.

Diagrama de Ishikawa

### Diagrama de Ishikawa o de causa y efecto
La originalidad y particularidad de este diagrama es que circunscribe las causas probables de los problemas en categorías bien definidas y diferenciadas, aplicables a todo tipo de procesos. Las categorías usuales, mano de obra, máquinas, método, materia prima y medio ambiente –pueden ser sustituidas por cualquier otro conjunto de categorías en función de las características del proceso analizado–.
Este método de documentar causas y efectos que puede ser útil en ayudar a identificar cuando algo puede salir mal, o puede ser mejorado. Dicho diagrama normalmente es el resultado de una sesión de lluvia de ideas donde personas que resuelven problemas pueden ofrecer sugerencias, la meta principal es representada por el tronco del diagrama, y los factores primarios se representan como ramas. Los factores secundarios se agregan como tallos, y así sucesivamente. (ITIL-SOA AXELOS)
El diagrama tiene dos reglas fundamentales:
1. Causa probable: todo aquello que genere un determinado efecto.
2. Problema: efecto que se constituye en un elemento mensurable.

La apariencia de este diagrama se relaciona con el esqueleto de un pez, donde la ubicación del problema es en la cabeza y las causas probables en las espinas. Siendo las espinas grandes las causas primarias, las espinas medias las causas secundarias que afectan a las primarias y las espinas pequeñas las causas terciarias que afectan a las secundarias.
El fin último de esta herramienta es ordenar el trabajo mediante una segmentación de áreas de trabajo a mejorar y cambiar.

Gráfico de control

### Gráfico de control
Se utiliza en el análisis de procesos con el fin de detectar de manera rápida, cuales son los desajustes o deficiencias producidas e investigar sus causas.
El gráfico está acotado por:
1. un límite de calidad superior (LCS);
2. un límite de calidad inferior (LCI).

Entre ellos se fija un límite de calidad (LC) definido por la organización. Lo importante será observar que desajustes (problemas/errores), se posicionan por debajo o por encima del LC, según sea el caso y establecer sus causas.

Diagrama de Pareto

### Diagrama de Pareto
Uno de los mayores aportes de Vilfredo Pareto ha sido el demostrar que gran parte de los efectos, surgen de pocas causas. Así a pesar de que la proporción no se cumpla en forma precisa, este método ha demostrado que, en general, el 20 % de las causas, produce el 80 % de los efectos. El objetivo principal de este diagrama es detectar frecuencias de errores o problemas, determinar su importancia relativa en relación con el resto de los problemas encontrados en el mismo proceso. En este diagrama se muestran los problemas por incidencia, en orden decreciente y al mismo tiempo se indica la participación porcentual individual y acumulada. Este tipo de análisis, además de resultar ágil y práctico, requiere poco esfuerzo, permite concentrar esfuerzos en pocas causas fundamentales, dejando las causas triviales para ser atacadas posteriormente. La utilización de este tipo de diagrama solo es válida en aquellos casos donde existe un nivel de precisión y un tiempo de observación adecuados, ya que si el muestreo es superficial y/o parcial, el resultado no será coherente.

### Histograma
Es un gráfico que vuelve visible la dispersión de datos de un proceso y define acciones requeridas para su control y seguimiento.
Su uso más habitual es determinar los desvíos o variaciones de los datos o información que fluye por los procesos en relación con las especificaciones y tolerancias determinadas para los mismos. El histograma se representa mediante un gráfico conformado por rectángulos verticales de igual base y con una altura proporcional a la frecuencia a la que hace referencia.
Pasos para elaborar un histograma:
- Se define la amplitud de los datos que fueron recolectados, donde {\displaystyle Amplitud={MayorValor-MenorValor}}.
- Se determinan los intervalos de clase, para definir la estructura y parámetros (barras) a incluir en el gráfico.
- Se elabora una tabla de frecuencia mostrando los datos que fueron recolectados y que deben servir de base para la confección del histograma.
- Se elabora el histograma donde cada barra o rectángulo vertical asumirá la altura en proporción al número de observaciones incluidas en cada intervalo.

La esencia de esta herramienta es detectar patrones de comportamiento difíciles de percibir en tablas o listados.

### Benchmarking
Se trata de explorar como se realizan actividades iguales o similares a la que estamos analizando, en otras áreas o sectores de la propia organización o de una organización ajena. Es de utilidad para comparar y evaluar, adoptando aquellos elementos (tecnologías, tipos específicos de hacer) que permitan mejorar nuestro proceso. El benchmarking es un excelente método estructurado para medir procesos y productos de manera comparativa buscando la excelencia de las mejores prácticas, teniendo como punto de partida al usuario. Esta herramienta constituye una guía poderosa hacia las prácticas que deberían adoptarse, a las ideas que pueden adaptarse y a las necesidades particulares que las organizaciones necesitan satisfacer para cumplir sus objetivos. En este sentido el benchmarking debería aportar una agenda para el cambio sustentada en experiencias reales de las mejores prácticas.

## Metodología para el análisis y evaluación de los procesos

### Revisión de la misión y los objetivos estratégicos de la organización
Se indica la misión del negocio o la organización

### Selección de los procesos que deben ser analizados
Tareas
1. Enumerar los procesos principales.
2. Determinar los límites de los procesos.
3. Evaluar la importancia estratégica de cada proceso.
4. Obtener opiniones de alto nivel jerárquico.
5. Calificar la cultura y la política de cada proceso.

### Metodología y pasos implicados en la descripción y el análisis como etapas específicas
Tareas
1. Determinar el propietario del proceso: El dueño es aquel funcionario u organismo que tiene la responsabilidad principal del mismo. Es el responsable operativo, aquel cuyo accionar permite el éxito o el fracaso del proceso a su cargo.
2. Establecer el objetivo y/o finalidad del proceso: Describir lo que se quiere lograr con la actividad del proceso para cumplir con los objetivos fijados.
3. Diagramar el proceso actual: El diagrama muestra gráficamente el punto inicial y final del proceso y las entradas y salidas de todos los subprocesos, posibilitando una mejor comprensión del funcionamiento integral del proceso. Uno de los objetivos buscados con el diagrama es conocer los límites de cada proceso.
4. Realizar el Macrodiagrama del proceso: Es un esquema (similar a una infografía) que esboza todos los subprocesos y proveedores y destinatarios (internos y/o externos) lo que permite definir claramente los límites del proceso, facilitar su análisis y seleccionar las prioridades de mejora.
5. Determinar los Factores Críticos del proceso: Se trata de determinar los puntos del proceso donde los resultados favorables son necesarios indefectiblemente para el cumplimiento con éxito de su objetivo. Son los subprocesos, actividades o tareas que deben ser realizadas en forma correcta, eficiente y coherente, ya que de no ser así todo el proceso falla.
6. Determinar los puntos clave del proceso: Se trata de identificar los momentos y lugares donde se toman decisiones que afectan a todo el proceso en conjunto (los if-else), son los nodos de decisión.
7. Definir la visión del ciudadano: Determinar y analizar la visión del destinatario final en relación con las variables cuantitativas, ej: tiempo de entrega de un bien o servicio y cualitativas, ej: trato personal.; es fundamental para comprender las necesidades y expectativas en torno a un proceso particular. Los requerimientos son lo que el ciudadano necesita y/o espera del producto. Sirve para establecer parámetro de mejora y eficiencia.

### Metodología y pasos implicados en el diagnóstico y la evaluación del proceso en sí
Una vez finalizada la descripción y análisis del proceso, es necesario realizar el diagnóstico y evaluación de su funcionamiento y de los estados obtenidos. Basado en este diagnóstico y evaluación, se deberá realizar una calificación del proceso con la finalidad de establecer la necesidad de su mejora y las prioridades y planificación del trabajo a desarrollar.
Tareas
1. Identificación del problema: En este paso analizamos el flujograma para realizar una detección temprana de problemas, definiendo aquellas actividades con y sin valor agregado, identificando duplicaciones, faltas de control, actividades innecesarias, destinatarios inadvertidos haciendo foco en la posibilidad de establecer oportunidades para el mejoramiento o el cambio integral operativo.
2. Medición del proceso: medir es el único medio por el cual se puede diagnosticar y evaluar el funcionamiento del proceso y sus tareas principales, en relación con los requerimientos del ciudadano-cliente. Es indispensable conocer los requerimientos del usuario como base para establecer que medidas usar para el proceso.
3. Calificación del proceso: las variables definitorias para la clasificación de un proceso son: 
  - La satisfacción del usuario.
  - La efectividad y la eficiencia para proveer el bien o servicio.
  - La operatividad y la aplicación del recurso. Lo importante es que la calificación esté acompañada de una adecuada fundamentación y/o especificación de los problemas detectados.

Medición del ResultadoRevela de que manera los productos de un proceso satisfacen o no los requerimientos de los usuarios y aportan al cumplimiento de la misión y objetivos de la organización.
Medición del Proceso (productor)Debe revelar el modo satisfactorio con que se cumple el proceso en ciertos puntos críticos o hitos del mismo.: Medir el proceso implica dos etapas:
- A ) Recopilar datos de referencia sobre los resultados del proceso.
- B ) Identificar las deficiencias en los resultados del proceso. Para terminar con las deficiencias en los objetivos de la organización se necesita identificar los problemas que se presentan en las actividades y tareas principales de los procesos.

### Problemas usuales que se identifican en el funcionamiento de un proceso
- Procesos con tecnología obsoleta
- Recursos ociosos o faltantes
- Deficiente calidad de los recursos
- Excesivo consumo de recursos
- Tareas sobrantes y/o duplicadas
- Tareas faltantes
- Recursos faltantes
- Gastos injustificables
- Demoras/atrasos
- Cuellos de botellas
- Excesiva documentación
- Deficientes sistema de información
- Tiempos excesivos.

## Etapas del rediseño o reingeniería de procesos
La metodología para el rediseño de procesos se puede utilizar para dar respuesta a distintas situaciones:
- Corregir las deficiencias del proceso.
- Reestructurar en respuesta a un cambio externo (nuevas demandas y/o necesidades de los usuarios, reformas administrativas, etc.).
- Estructurar un proceso enteramente nuevo.

En general un proyecto de reingeniería implica tres etapas: 1 ) plan estratégico, 2 ) análisis de los procesos y propuestas y 3 ) implementación.

### 1. Plan estratégico
La definición de un plan estratégico es un requisito previo ineludible. Es un aspecto clave la verificación de la estrategia de la organización analizando las probables ventajas y consecuencias que se pueden obtener como resultado del rediseño. Se deben definir a partir de los objetivos y metas fijadas en la organización, cuales serán los procesos cuyo rediseño es prioritario.

### 2. Análisis de los procesos y propuestas
El rediseño o reingeniería del proceso solo tiene sentido si es coherente con la estrategia de la organización. El rediseño es imposible si no se enfoca el esfuerzo teniendo en cuenta los objetivos específicos previamente establecidos. Esta etapa incluye la descripción y análisis de los procesos, la elaboración de propuestas de mejoras, y la planificación de los cambios que se deberían realizar.

### 3. Implementación[1]
La implementación exitosa del rediseño o reingeniería de los procesos está relacionada en gran medida con las actitudes de los directivos y/o responsables, la situación estructural y cultural de la organización y la predisposición del personal para comprometerse con los cambios y brindar un decidido apoyo para obtener los resultados buscados. Necesitas el compromiso de la dirección con este nuevo modelo de gestión. Es precisamente a partir de la implementación que se obtendrán los objetivos propuestos en el rediseño o reingeniería, de modo que esta etapa es de vital importancia, tal vez la más conflictiva y difícil, aún en los casos que se cuente con propuestas brillantes que indiquen posibilidades espectaculares de mejoramiento. Teniendo en cuenta la diversidad de variables en juego y las posibles contingencias imprevisibles al comenzar la implementación, el plan debe ser flexible y con la necesaria capacidad para adaptarse a los eventuales cambios que se produzcan. Esta etapa incluye la comunicación al personal sobre los cambios a realizar, la ejecución de los cambios, el control y seguimiento y la evaluación de sus resultados.
Operativamente estas tres etapas señaladas implican el desarrollo de los siguientes pasos:
1. Identificación del objetivo primordial de rediseño o reingeniería.
2. Selección de los procesos fundamentales.
3. Selección del líder y de los miembros del equipo.
4. Formación y entrenamiento del equipo.
5. Elaboración del mapa de procesos (diagrama).
6. Identificación de los problemas.
7. Análisis de los problemas.
8. Propuesta de rediseño o reingeniería.
9. Elaboración del diagrama del nuevo proceso.
10. Definición de las formas de medición.
11. Presentación de las propuestas de rediseño o reingeniería, recomendaciones y planificación de los cambios propuestos.
12. Implementación de los cambios propuestos.

## Identificación del objetivo primordial del rediseño o reingeniería
La mejora de cualquier proceso se inicia, en general, cuando los responsables del organismo identifican un problema crítico, una oportunidad potencial o real de cambio o una nueva manera de prestar el servicio que posee un gran impacto sobre la estrategia general de la organización y, particularmente, sobre el ciudadano. Cuando un proceso no funciona como debería, es necesaria una modificación del proceso o incluso eliminarlo si no aporta ningún valor a la organización. Para analizar si un proceso es eficiente o no, se tienen que conocer los procesos que forman la organización en profundidad así como analizar los procesos de entrada que afecten al mismo y a los procesos de salida que se vean afectados.  Los objetivos del rediseño o reingeniería de un proceso deben incluir la definición de la meta global por obtenerse, tipos específicos de mejoramiento deseados, plazos en los que deberían obtenerse y, en lo posible, una cuantificación de los costos y de las economías esperadas. Todos los objetivos definidos para un proyecto de rediseño o reingeniería de procesos deben derivar, necesariamente, del plan estratégico

## Selección de los procesos fundamentales
Una vez definido el punto anterior, es necesario identificar los procesos interfuncionales que indefectiblemente deben ser redefinidos para cumplir con el objetivo primordial de rediseño o reingeniería.

## Selección del líder y de los miembros del equipo
Es muy común que para realizar el rediseño o reingeniería de procesos se asigne el liderazgo y la conformación de los equipos a especialistas en management y en ciencias de la administración. Sin embargo, en muchos casos no se tiene en cuenta que, para alcanzar los mejores resultados, es necesario asegurar la participación de representantes de cada una de las áreas involucradas en los procesos seleccionados.

## Formación y entrenamiento del equipo de rediseño de procesos
Este paso se deberá llevar a cabo mediante la acción de un capacitador externo al equipo, experto en el empleo de las herramientas para el análisis y mejora de los procesos y en orientar al grupo sobre la forma de emplearlas. Las herramientas de diagnóstico y evaluación de procesos en las que será formado el equipo son, básicamente, las desarrolladas anteriormente.

## Elaboración del diagrama de procesos (mapa)
Es aquí donde verdaderamente comienza el proceso de rediseño o reingeniería. Para ello el equipo elabora un detallado diagrama de relaciones y luego prepara el diagrama del proceso (flujograma). Es decir, se describe gráficamente el flujo de actividades tal cual se está desarrollando en el momento de encarar la tarea de mejora, para facilitar su comprensión y análisis por parte de los integrantes del equipo.

## Identificación de los problemas
Mientras se realiza la actividad de representar gráficamente el proceso, el grupo de trabajo deberá concentrarse en detectar las deficiencias directamente relacionadas con el cumplimiento del objetivo primordial de rediseño o reingeniería. Por ejemplo, si el objetivo primordial de rediseño apunta a la reducción del ciclo del tiempo del proceso, el grupo de trabajo deberá concentrarse en identificar primordialmente los problemas que producen pérdidas de tiempo: pasos innecesarios, sistemas inadecuados de procesamiento de información, etc.

## Análisis de los problemas
En este paso, todos los integrantes del equipo en forma conjunta, a través de reuniones coordinadas por el líder, deberán identificar las causas de los problemas. Para esta etapa pueden utilizarse las herramientas de diagnóstico.

## Propuesta de rediseño o reingeniería
El final del proceso de análisis de los problemas por parte del equipo de trabajo, debe traducirse en una propuesta de cambios, modificaciones o ajustes, explicitando claramente los objetivos y metas a alcanzar en los procesos como resultado del rediseño o reingeniería. Estas propuestas de cambios o modificaciones deben también plasmarse en un plan de acción concreto con tiempos, objetivos, responsables, indicadores de gestión, etc., el cual se presentará de acuerdo a lo requerido por el organismo para este tipo de informes o presentaciones oficiales. Es de suma importancia para la elaboración definitiva de la propuesta de cambios, modificaciones o ajustes al proceso, que se realice un análisis exhaustivo sobre dos aspectos centrales: la cuestión normativa y tecnologías de la información y la comunicación.
El análisis normativo: consiste en analizar y/o verificar si las propuestas de cambio, modificaciones o ajustes no se contraponen con normativas legales (leyes, decretos, resoluciones y disposiciones) y de auditoría que rigen el funcionamiento del proceso.
El análisis de la tecnología de información: Para elaborar la propuesta definitiva de rediseño o reingeniería, es necesario realizar un adecuado relevamiento y análisis de la tecnología de información existente en el mercado y de cómo puede ser utilizada para producir nuevos y/o mejores productos (bienes y servicios) y/o desarrollar nuevas formas de trabajar. En síntesis, el mensaje clave de este análisis es que una vez que se haya generado el diseño del proceso y considerado las soluciones apropiadas del personal, es importante examinar los requerimientos para la información. ¿Qué información se requiere, por quién y dónde? ¿Qué forma debe tomar? ¿Cuánta información es necesaria y cuánta está disponible?. Además de los requerimientos de información también conviene examinar otras necesidades tecnológicas. Estas podrían tomar la forma de edificios, máquinas, vehículos y otras instalaciones y herramientas. Deberán incluirse en la gráfica de proceso, junto con los requerimientos de información, de manera que se pueda generar una imagen más completa.

## Elaboración del nuevo diagrama del proceso (cómo debería ser)
Luego de la tarea de analizar las desconexiones e incorporar las propuestas de cambio, se debe sacar una nueva «fotografía simulada» de cómo quedaría el proceso.  Este nuevo diagrama debe indicar en forma clara y transparente cuáles fueron los puntos del proceso que sufrieron cambios o ajustes y los nuevos puntos o actividades incorporadas (si este fuera el caso). Es importante también, acompañar este nuevo diagrama con una descripción de los posibles resultados de este rediseño en términos de mejora (tiempos, pasos reducidos, cantidad de puntos de control, etc).

## Definición de formas de medición
La medición se realiza con el objetivo de evaluar los resultados del proceso de rediseño o reingeniería y debe realizarse en dos momentos:
1. Durante la implementación de los cambios.
2. Una vez estandarizado el proceso.

Para la primera fase de mediciones, deben elaborarse indicadores que permitan determinar si los cambios introducidos en el proceso han reducido o eliminado las causas fundamentales de los problemas identificados, y si se están cumpliendo los objetivos y metas fijados para el proceso en el marco del objetivo primordial de rediseño o reingeniería.
Los indicadores para medir en forma continua el proceso estandarizado son de dos tipos: indicadores de gestión del proceso e indicadores de resultado (calidad, cantidad, cobertura e impacto del producto y satisfacción del ciudadano).

## Presentación de la propuesta de rediseño o reingeniería, recomendaciones y planificación de los cambios
Una vez elaboradas las propuestas de rediseño o reingeniería se deberá presentar las mismas al responsable del proceso y a las autoridades del organismo. Como estructura de la propuesta de rediseño o reingeniería del proceso se sugiere que contenga:

### Diagnóstico
Donde se caractericen los problemas y/o elementos principales que configuren el proceso actual. Para sintetizar este objetivo, puede ser conveniente utilizar diagramas y/o cursogramas que faciliten la visualización de las cuestiones que se desean destacar.

### Propuesta
Este apartado de la propuesta debe describir detalladamente:
- Los aspectos fundamentales del cambio propuesto.
- Las ventajas y/o beneficios de la «mejora propuesta» sobre el proceso existente.

Siempre que sea posible convendrá ilustrar con diagramas y/o cursogramas el funcionamiento del proceso con la «mejora propuesta».

### Normativa afectada
Es de suma importancia que la carpeta de propuesta de rediseño o reingeniería del proceso enumere la normativa que afecta:
- Al proceso actual.
- A las mejoras que se proponen.

Este apartado de la carpeta facilitará:
- Decidir sobre la factibilidad legal de implementar los cambios que se proponen.
- Adoptar las medidas conducentes a realizar los cambios normativos necesarios para implementar mejoras.
- Estimar los plazos de implementación.

### Recomendaciones y planificación de cambios
En este espacio se deben incluir las recomendaciones en torno a la implementación de las propuestas (si es conveniente abarcar desde un inicio todas las operaciones del proceso o solo algunas, etc.) y los requerimientos y formas de instrumentación para asegurar la provisión de los recursos humanos, materiales y de información necesarios para la implementación de la propuesta de rediseño o reingeniería.

## Implementación de los cambios propuestos
Básicamente, este paso implica la planificación y ejecución del plan de modificaciones propuesto en el punto anterior. Teniendo en cuenta la diversidad de variables en juego y las posibles contingencias imprevisibles al comenzar la implementación, el plan debe ser flexible y con la necesaria capacidad para adaptarse a los eventuales cambios que se produzcan.
En general, los pasos a desarrollar para la implementación de los cambios, son los siguientes:

### Movilizar
- Integrar el equipo.
- Elaborar el programa detallado (métodos, medios, fechas, etc.).

### Comunicar
- Ubicar los cambios en el contexto.
- Difundir del flujo de trabajo de la implementación.
- Exponer detalladamente los cambios y sus probables consecuencias.

### Realizar
- Ejecutar tareas.
- Controlar la ejecución de acuerdo con el plan.
- Difundir los informes de avance.

### Evaluar
- Medir ejecución en relación con especificaciones.

### Seguir
- Administrar el cambio.
- Controlar las actividades clave.
- Verificar las actividades clave.